# Anna Shukhman
Anna Shukhman (6 de maio de 2009) é uma jogadora de xadrez russa, que detém o título de WIM (Mestre Internacional Feminina) Venceu o Campeonato Mundial Juvenil de 2025